# Francis Thomas Gregory

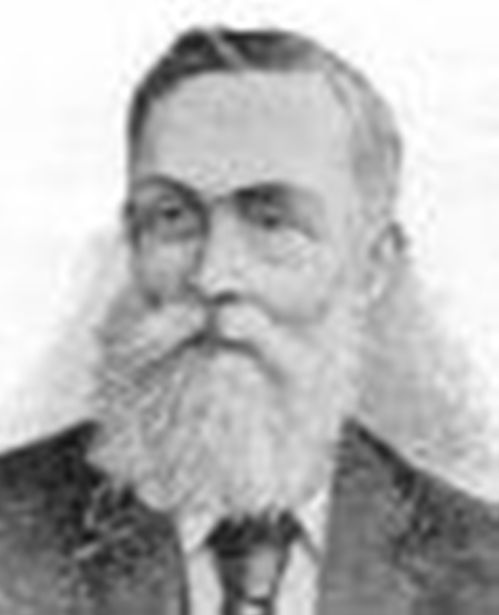
Francis Thomas Gregory

Francis Thomas Gregory (* 19. Oktober 1821 in Farnsfield, Nottinghamshire, Großbritannien; † 24. Oktober 1888 in Toowoomba, Queensland, Australien) war ein Entdeckungsreisender und Politiker in Australien. 

## Frühes Leben
Francis Thomas Gregory war der zweite von fünf Söhnen des Joshua Gregory (1790–1838), eines Leutnants des 78th Regiments in Großbritannien, und seiner Frau Frances, geborene Churchman. Sein Vater wurde als Soldat verwundet und kam 1829 in die neue Swan River Colony, wo er mit seiner Familie 1829 auf dem Schiff Lotus ankam und neben John Roe Augustus Land zugewiesen erhielt. Francis Thomas Gregory arbeitete als Vermesser von Straßen und Ortschaften und stellte Nutzungslizenzen für Land aus. Er entwickelte ein Gerät, das Lichtblitze aussendete und auf Rottnest Island installiert wurde. Francis Thomas Gregory kam 1841 mit Unterstützung von John Roe Augustus in den öffentlichen Dienst, wo er Vermessungstechnik bis 1841 lernte. Anschließend wurde er zum Landvermessungsassistenten ernannt und danach als Landvermesser im öffentlichen Auftrag 1849 angestellt.

## Expeditionen
Gregory Thomas Francis war der jüngere Bruder des Entdeckers Augustus Gregory. Mit zwei seiner Brüder erkundete er bereits 1846 das Land nördlich von Perth.  
Mit 18 Männern, einschließlich seines Bruders Henry, Ferdinand von Mueller und anderen Wissenschaftler segelte er von der Moreton Bay im August 1855 ab und sie erreichten die Mündung des Victoria River. Von dort ging er bis zum Sturt Creek und anschließend 483 km zurück, bis sie auf die Wüste stießen. Dort wendete sich die Expedition und erkundete den Elsey-, Roper- und den MacArthur River, den sie überquerten und nach Ludwig Leichhardt benannten, bevor nach Brisbane zurückkamen. Auf diesem Rückweg kamen sie an die Flüsse Flinders-, Burdekin-, Fritz- und Burnett River. In der 16 Monaten dauernden Expedition legten sie 3219 km auf See und 8047 km auf Land zurück.
1857 erforschte er den Verlauf des Upper Murchison River und 1858 untersuchte er das Land weiter östlich und nördlich. 1858 führte er eine Expedition im Auftrag der Regierung von New South Wales auf der Suche nach dem verschollenen Ludwig Leichhardt durch, wo er lediglich Spuren von ihm fand. Auf dieser Expedition markierte er die südliche Grenze von Queensland und am 3. Juni 1858 bestieg er den größten Monolithen der Erde als erster Europäer, den Mount Augustus, den er am 31. August nach seinem Bruder Augustus benannte.
In 1860 ging er nach London und wurde dort von der britischen Regierung beauftragt, eine Expedition an der Nord-West-Küste von Australien durchzuführen. Gregory verließ Fremantle am 23. April 1861 und vier Tage später, an der Champion Bay, traf er auf drei Freiwillige und die Expedition wuchs damit auf neun Personen an. Sie kamen nach Roebourne am 24. Mai an und starteten in das Inland am folgenden Tag. Sie erreichten den Fortescue River, dem sie einige Tage folgten und wendeten sich südwestlich und folgten dem Hardey River. Am 25. Juni erreichten sie 23° und 56 Minuten Geographischer Breite, wo sie umkehrten und an ihren Ausgangspunkt am 19. Juli zurückkamen. Am 29. Juli begann eine weitere Entdeckungsreise in den Osten. Gregory kehrte mit seiner Expedition am 17. Oktober zurück und hatte exzellentes Land entdeckt. Perth erreichten sie 9. November 1861. Gregory schätzte, dass es etwa 8.000 bis 12.000 km² nutzbares Grasland und auch Möglichkeiten für das Gewerbe der Australischen Perlenfischerei in dem von ihm erkundeten Gebiet gab.

## Spätes Leben
1862 ging Gregory nach Queensland und war dort einige Jahre der Verwalter von Land der britischen Krone und er wurde zum Mitglied des Queensland Legislative Council gewählt. 1863 erhielt er die Goldmedaille der Royal Geographical Society. Ab 1874 war er für kurze Zeit der hauptverantwortliche Leiter der Post. 1888 starb er in Toowoomba.